# Hans Thoma
Hans Thoma (født 2. oktober 1839 i Bernau, Baden, død 7. november 1924 i Karlsruhe) var en tysk maler.
Han udgik fra Karlsruhe Kunstskole (under Schirmer), studerede 1867 i Düsseldorf og 1868 i Paris (hvor han afgørende påvirkedes af Courbet, ligesom tidligere af Leibl); fra Paris tog han til Karlsruhe, 1870 til München, 1874 til Italien, slog sig fra 1877 ned i Frankfurt a. M. og blev fra 1899 direktør for og professor ved Kunstskolen i Karlsruhe. Det var først med en større udstilling i München 1890 af hans hidtil ret upåagtede — og dog netop så kunstnerisk lødige, både ægte og oprindelige — produktion, at han brød helt igennem. Fra da af blev han en af det tyske folks kæreste malere; særlig hans landskaber med de naturalistisk pragtfulde farver, den faste stiliserende tegning og den kraftige, til tider næsten plastiske formgivning var noget for sig; de havde en egen stemningsfylde, som staffagen fra Bibel eller mytologi ofte bidrog sit til, selv om figurfremstillingen kunne være ubehjælpsom nok. Han stod da med ét sammen med Böcklin (til hvem han kom i ikke altid heldig kunstnerisk gæld, ligesom til Viktor Müller), Klinger og andre som fører for den nye naturalistisk-romantiske retning, man i sin tid ventede sig så meget af i Tyskland, og egenheden og dybden i hans sjælfulde kunst fik snart i journalistisk kritik dimensioner, der kunne varsle om en ny Dürer. Thomas senere — meget uligelige — Produktion har i det store og hele ikke kunnet indfri løfterne fra den tidligere periode. Til hans bedste ydelser fra hans første tid hører blandt mange andre portræt af moderen og blomsterstykke fra 1870, Ung syende pige (1870), Thoma og hustru (1871) og fra senere tid en række interessante originallitografier (desuden algrafier, det vil sige på aluminiumsplader), i hvilke han har opnået betydelig monumental og enkel helhedsvirkning; hans raderekunst sættes lavere. Blandt Thomas malerier kan fremhæves: i Dresdens Galleri: Dalens vogter, selvportræt, Landskab med børn; i Frankfurts Städelske Institut: Åben dal; i Münchens nye Pinakotek: Taunuslandskab; i Hamburgs Kunsthalle: det storslåede landskab Cronberg (1879), Søndagsfred, portræt af kunstneren og hans hustru (1887, et hovedværk) med mere; mange af de bedste arbejder er i privat besiddelse. På den internationale kunstudstilling i København 1897 sås ovennævnte ypperlige dobbeltportræt af kunstneren og hustru, Forårsdans (1884), Udsigt fra mit vindue (1896) med flere. På den baltiske udstilling i Malmö 1914 fandtes en større repræsentation af Thomas kunst fra det storhertugelige Thoma-museum i Karlsruhe: Musikkapel, Drenge, som slås (1872), selvportræt med døden (1873) m. v. Andre særlig kendte arbejder er: Birketræer, En gammel historie, Eva, Magdalene og Kristus, Gralsburg (1897), Paradiset (1901), det udmærkede Oberrhein ved Säckingen m. v. Thoma udførte yderligere en del vægbilleder: fresker i det Ravensteinske hus (i firserne), vægbilleder i Heidelbergs
Peterskirke (Kristus på korset, Kristus og Magdalene, 1902) og i Barnau-kirken 1912 (Maria, Schwarzwalds Beskytterinde). Hans fine og idylliske Kinderreigen viser den Müllerske påvirkning.

## Galleri
- Selvportræt med en blomst , 1919.
- Der Rhein bei Saeckingen anagoria, 1873.
- Acht tanzende Frauen in Vogelkörpern, 1886
- Waldwiese, 1876.
- Das Kornfeld (Kornmarken), 1892